# Deodato II di Clermont-Lodève

Blasone della famiglia Clermont-Lodève

Deodato II di Clermont-Lodève (1325 – 18 luglio 1418) è stato un nobile francese, visconte di Nébouzon e signore di Clermont-Lodève dal 1351.

## Biografia
Era figlio di Guglielmo IV (1285-1351) e di Guillemette de Nogaret (1285-?).
Sposò nel 1380 Isabella di Roquefeuil, della famiglia Roquefeuil, figlia di Arnaldo III di Roquefeuil, signore di Aumelas, dalla quale ebbe cinque figli:
- Bourguine (1375-1422)
- Tristano (1380-1432)
- Dauphine (1385-1452)
- Arnaud Guilhem
- Catherine Antoinette (?-1444)

Morì nel 1418.